# Rudy Ortiz
Rudy Israel Ortiz Ruiz (* 6. August 1963 im Departamento Baja Verapaz; † 20. August 2014 im Departamento Huehuetenango) war ein guatemaltekischer Generalmajor und zuletzt bis zu seinem Tod bei einem Hubschrauberabsturz Chef des Generalstabes der Streitkräfte Guatemalas (Ejército de Guatemala).

## Leben
Ortiz trat nach dem Schulbesuch in die Streitkräfte ein und schloss 1982 die Polytechnische Schule (Escuela Politécnica) ab. Im Anschluss hatte er verschiedene Verwendungen als Offizier und war nacheinander Zugführer und Kompaniechef. Daneben absolvierte er militärische Ausbildungen am Zentrum für Ausbildung und Spezialoperationen (Centro de Adiestramiento y Operaciones Especiales) der Kaibiles sowie zum Fallschirmspringer auf der Basis der Fallschirmtruppen (Base de Tropas Paracaidistas „General Felipe Cruz“) im Departamento Escuintla.
Nachdem er einige Zeit selbst Kommandeur der Kaibiles war, wurde er Offizier des Generalstabes an der Polytechnischen Schule. Daneben absolvierte er weitere militärische Ausbildungen auf den Gebieten Infanterie, Waffentechnik, Kommando- und Generalstabswesen am Zentrum für militärische Studien (Centro de Estudios Militares) sowie Nachrichtendienstwesen und Internationales Recht bei bewaffneten Konflikten an der Schule für den militärischen Nachrichtendienst (Escuela de Inteligencia del Estado Mayor de la Defensa Nacional).
Im Anschluss war er Kommandeur eines Bataillons sowie nacheinander Dritter und Zweiter Kommandeur einer Brigade, ehe er Kommandeur einer Brigade wurde. Neben weiteren militärischen Fortbildungen auf den Gebieten internationaler Informationsaustausch bei den Streitkräften von Honduras sowie höherer nationaler Strategiestudien beim Obersten Bildungskommando (Comando Superior de Educación del Ejército) absolvierte Ortiz auch zahlreiche zivile Studiengänge und erwarb dabei ein Lizenziat im Fach Technologie und Ressourcenmanagement an der Universität Galileo und ein Lizenziat in Rechts- und Sozialwissenschaften an der Universidad de San Carlos de Guatemala. Daneben belegte er Kurse in den Fächern freier Zugang zu öffentlichen Informationen bei Verwaltungsbehörden sowie öffentliche Verwaltung und Public Policy am Nationalen Institut für öffentliche Verwaltung (Instituto Nacional de Administración Pública) und auch Vorlesungen zu Herausforderungen der Globalisierung an der Universidad Francisco Marroquín.
Ortiz, der auch einen Kurs für höhere Entwicklungspolitik an der Nationalen Verteidigungsuniversität von Taiwan belegte, war als Brigadegeneral (General de Brigada) Generalinspekteur der Streitkräfte (Inspector General del Ejército). Zuletzt fungierte er im Rang eines Generalmajors (General de División) als Chef des Generalstabes (Jefe del Estado Mayor de la Defensa Nacional) und bekleidete damit nach Staatspräsident Otto Pérez Molina als verfassungsmäßigem Oberkommandierenden und Verteidigungsminister Generalmajor Manuel Augusto López Ambrosio den dritten Rang in der militärischen Hierarchie.
Ortiz, der für seine Verdienste mehrfach ausgezeichnet wurde, kam am 20. August 2014 bei einem Hubschrauberabsturz im Departamento Huehuetenango an der Grenze zu Mexiko mit vier weiteren Offizieren ums Leben. Einer von ihnen war der Brigadegeneral Braulio Rene Mayen García, Kommandeur der im Departamento Huehuetenango stationierten Fünften Infanteriebrigade Mariscal Gregorio Solares.